# Cryptobranchoidea
A Cryptobranchoidea a kétéltűek (Amphibia) osztályába és a  farkos kétéltűek (Caudata) rendjébe tartozó alrend.

## Rendszerezés
Az alrendbe az alábbi 2 család tartozik:
- óriásszalamandra-félék (Cryptobranchidae)
- szögletesfogsorú-gőtefélék (Hynobiidae)